# Fanlac
Fanlac (okzitanisch: gleichlautend) ist ein Ort und eine südwestfranzösische Gemeinde mit 137 Einwohnern (Stand 1. Januar 2022) in der alten Kulturlandschaft des Périgord im Département Dordogne in der Region Nouvelle-Aquitaine.

## Lage
Der kleine Ort Fanlac liegt ca. einen Kilometer westlich des Flüsschens Thonac in einer Höhe von ca. 220 m ü. d. M. und etwa 38 Kilometer (Fahrtstrecke) nordwestlich von Sarlat-la-Canéda bzw. etwa 42 Kilometer südöstlich von Périgueux. Die Kantonshauptstadt Montignac-Lascaux ist etwa acht Kilometer in östlicher Richtung entfernt. Zur Gemeinde gehören auch mehrere Weiler und Einzelgehöfte.

## Geschichte
Die erste urkundliche Erwähnung des zur Kastellanei von Montignac gehörenden Ortes unter dem Namen Fallacum stammt aus dem 13. Jahrhundert; die Kirche wird jedoch schon ins 12. Jahrhundert datiert. Im Jahr 1625 wurde ein Benediktinerinnen-Konvent gegründet.

### Internierungslager Camp du Sablou
Dass das im 18. Jahrhundert auf einer felsigen Terrasse gegenüber dem Dorf Fanlac erbaute Château du Sablou im Januar 1940 für die Einrichtung eines Internierungslagers beschlagnahmt wurde, dürfte mit der relativ isolierten Lage des 130 Hektar großen Grundstücks zusammengehangen haben. Die Abgeschiedenheit ermöglichte die Unterbringung von Häftlingen, ohne Neugier oder Misstrauen unter der Bevölkerung zu erregen.
Durch ein Dekret vom 18. November 1939 schuf die Regierung Daladier ein Instrument, das den Militärbehörden freie Hand verschaffte, zu internieren wen sie wollten.
Betroffen von dem Dekret waren nicht nur die zu unerwünschten Ausländern erklärten Emigranten, sondern „alle für die nationale Verteidigung und die nationale Sicherheit gefährlichen Personen“. Auf der Basis dieses juristischen Konstrukts wurde am 17. Januar 1940 im Château du Sablou ein Lager für „unerwünschte Franzosen“ eingerichtet. Bis zum 30. Dezember 1940 waren dort Kommunisten, Gewerkschafter, Pazifisten, elsässische Autonomisten und Zigeuner interniert.
Das nach dem Ende der Regierung Daladier vom Vichy-Regime bis zum 30. Dezember 1940 weitergeführte Internierungslager befand sich in dem von Stacheldraht umgebenen und von bewaffneten Militärs bewachten Schloss, das bis zu 250 Personen aufnehmen konnte. Für die Insassen, insbesondere aber für die Elsässer, interessierte sich nach dem Waffenstillstand von Compiègne (1940) auch die Kundt-Kommission, die das Lager am 25. August 1940 inspizierte. In einem Bericht des Lagerkommandanten hieß es dazu in einem Bericht vom 14. Oktober 1940, dass sich derzeit keine Elsässer und Lothringer mehr im Lager aufhielten. Als Gründe dafür benannte er:

„- 4 sind geflohen, zwischen dem 5. und dem 22. August, also vor dem Besuch der Kundt-Kommission;
- 1 wurde von der Kommission freigelassen und durfte mit seiner Familie nach Lothringen zurückkehren;

- 8 verließen Le Sablou am 7. September, um den deutschen Behörden übergeben zu werden;
- 17 kehrten nach Ablauf ihres in Absprache mit der Kundt-Kommission gewährten Urlaubs nicht ins Lager zurück;
- 1 entkam aus dem Krankenhaus in Périgueux, wo er sich in Behandlung befand;
- 20 wurden am 14. Oktober den deutschen Behörden übergeben, einer davon kam aus dem Krankenhaus in Lanmary (in der Nähe von Périgueux).“

Anfang November 1940 ging die Verantwortung für das Lager vom Kriegsministerium auf das Innenministerium über. Am 6. November 1940 teilte der neue Lagerkommandant dem Innenministerium das Ergebnis des tags zuvor stattgefundenen Appells mit.

„Beim Appell um diese Uhrzeit waren 243 Überwachte von insgesamt 273 Internierten anwesend, von denen zwölf derzeit in Périgueux oder anderen Einrichtungen hospitalisiert sind und einer regulären Urlaub hat. Es fehlen 18 Überwachte, deren Flucht sich zwischen dem 20. Oktober und gestern ereignet haben soll...“

Am 30. Dezember 1940 erfolgte die Überstellung von 228 Internierten des Camp du Sablou in das Camp de Saint-Paul-d'Eyjeaux. Einige entgingen diesem Transport, weil sie sich im Krankenhaus befanden, sechs konnten sich durch Flucht entziehen. 155 der nach Saint-Paul überstellten Männer wurden zusammen mit weiteren Gefangenen von Saint-Paul aus nach Nordafrika verbracht, wo sie im Fort Cafarelli (El Djelfa) interniert wurden.
Nach der Befreiung Frankreichs gab es Bestrebungen, das Schloss erneut als Internierungslager für Kollaborateure und anderweitig belastete Personen zu verwenden. Diese Bestrebungen wurden jedoch nie verwirklicht. Später wurde das Château du Sablou zu einem Ferienzentrum der Gemeinde Alfortville, die es 25 Jahre lang bis Anfang der 90er Jahre betrieb. Heute ist das Schloss in Privatbesitz und dient als Unterkunft für Touristen.

#### Kontroverses Gedenken an das Camp du Sablou
Am 22. April 1990 wurde am Fuße des Château du Sablou der nachfolgend abgebildete Gedenkstein eingeweiht. (Lage) Die Inschrift entbrannte eine Kontroverse, auf die auf der Webseite der Gemeinde Fanlac auch heute noch hingewiesen wird.
- Die Begriffe Deportation/deportiert sind nach französischem Verständnis Willkürakten vorbehalten, durch die Franzosen vom Feind in Gefängnisse oder Konzentrationslager außerhalb Frankreichs verbracht wurden. Das trifft auf das Château du Sablou, das in der sogenannten „freien Zone“ lag, nicht zu, und zudem erfolgte der Transport der Gefangenen nach Nordafrika auf Veranlassung des Vichy-Regimes.[7]
- Es gibt auf der Gedenktafel keine Hinweise auf nicht-kommunistische Internierte: Elsässer, Lothringer und generell auf Menschen aus dem Nordosten Frankreichs und aus Luxemburg. Tronel schätzt deren Anteil auf etwa 20 % und erwähnt als weitere nicht erwähnte Gruppe die Sinti und Roma („tsiganes“).[7]
- Ein weiterer Streitpunkt drehte sich darum, ob man bei den Internierten, in erster Linie bei den kommunistischen Internierten, überhaupt zum damaligen Zeitpunkt – 1940 – von Widerstand oder Widerständlern sprechen kann. Zum Beginn der Internierung gab es noch keine Besatzung, gegen die Widerstand geleistet werden musste, und die Kommunisten befanden sich auch nach dem Waffenstillstand noch nicht im Widerstand.
„Zwar kann den Kommunisten die Eigenschaft als „Widerstandskämpfer“ nicht abgesprochen werden, doch gilt dies nicht für 1940, sondern für den weiteren Verlauf der Ereignisse, in deren Verlauf die Kommunisten einen entscheidenden Anteil am Engagement gegen die Nazi-Besatzer hatten. Von Ausnahmen und Vorzeichen im Frühjahr 1941 abgesehen, kann man nicht von einem „Widerstand“ der KPF gegen die Nazi-Besatzer sprechen, der erst nach dem 22. Juni 1941, dem Tag des deutschen Angriffs auf die Sowjetunion, explizit gefordert wurde.“[11][7]

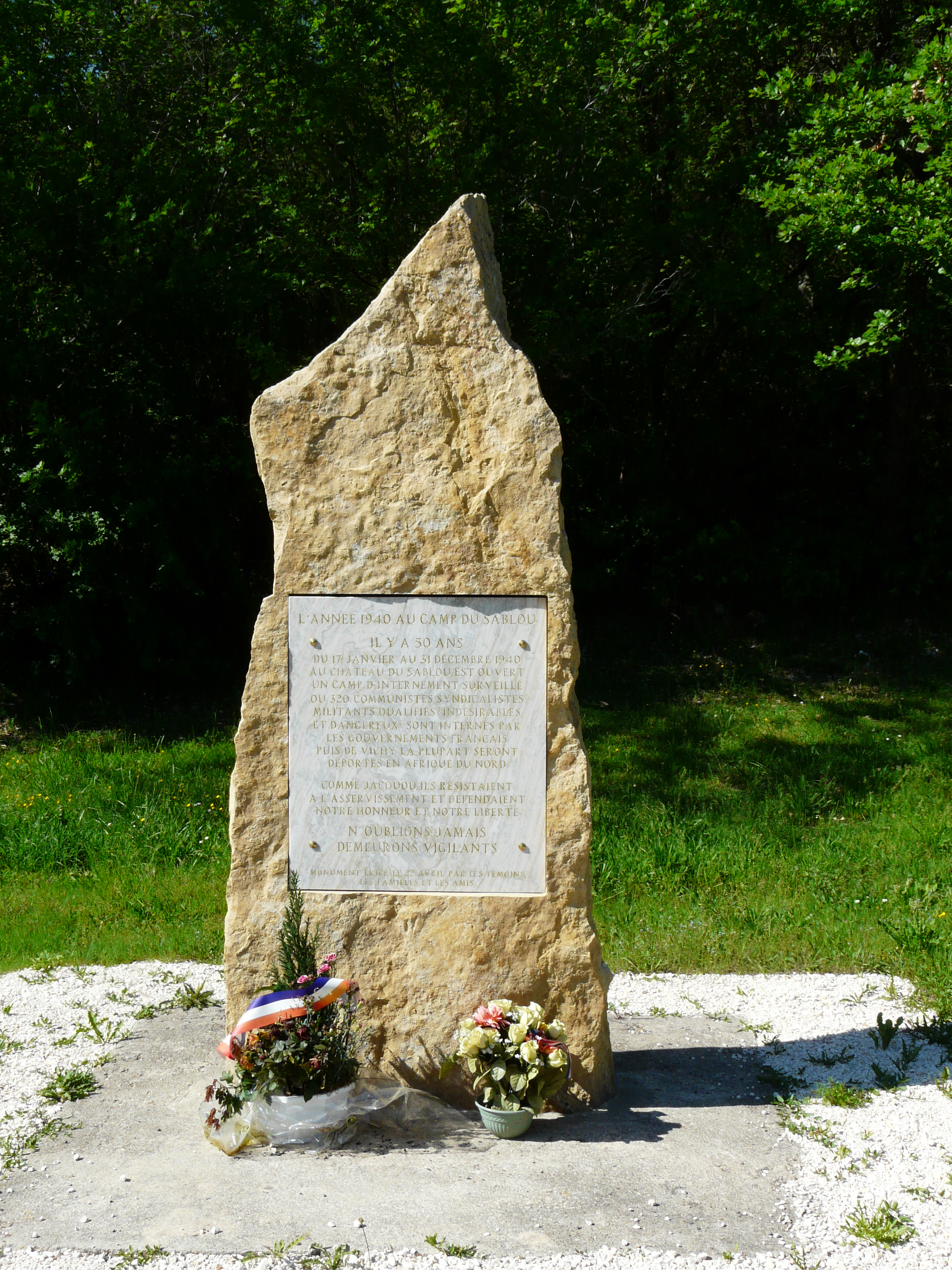
Stele zur Erinnerung an die kommunistischen Internierten im Schloss Sablou
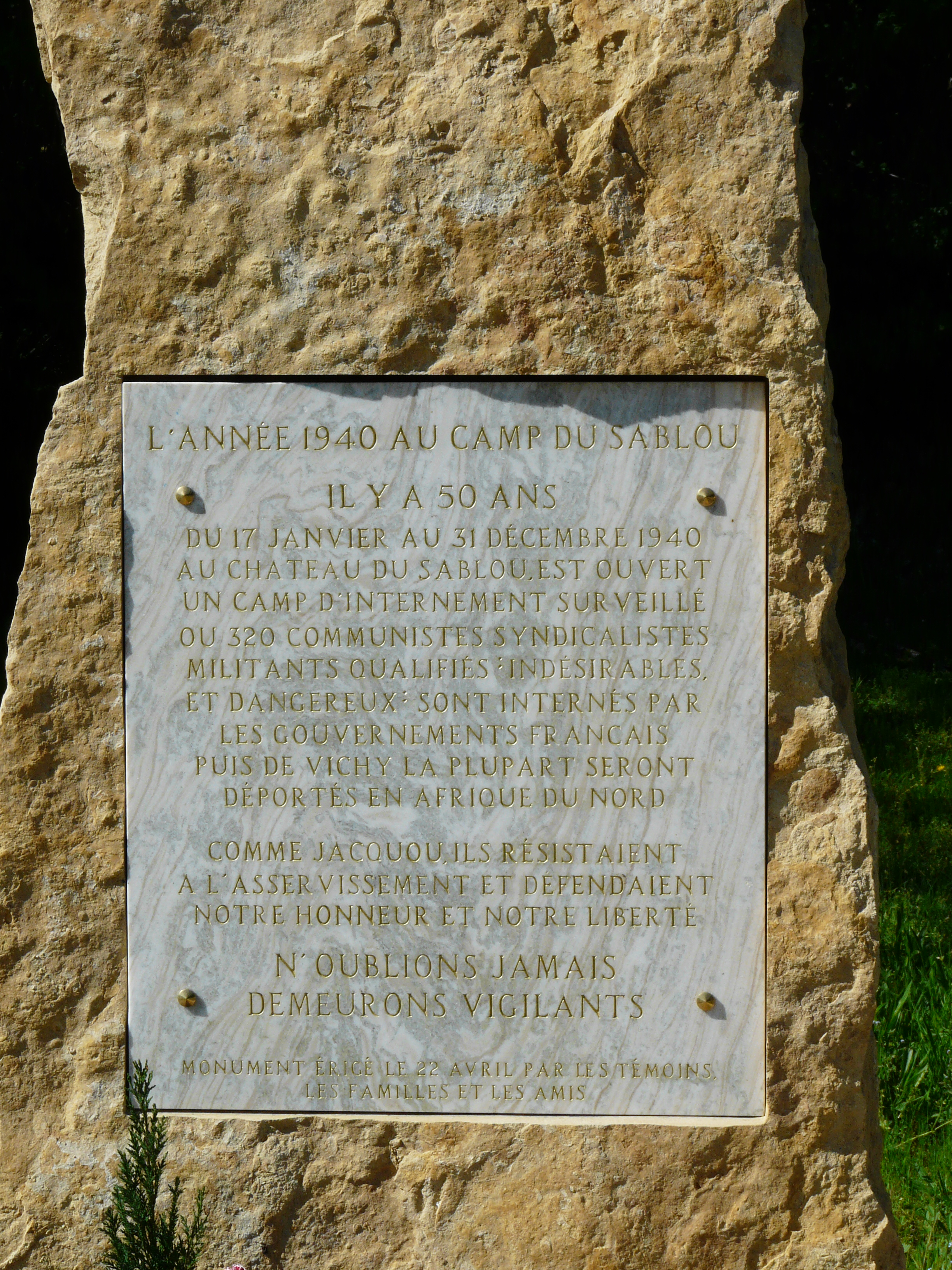
Die Gedenktafel
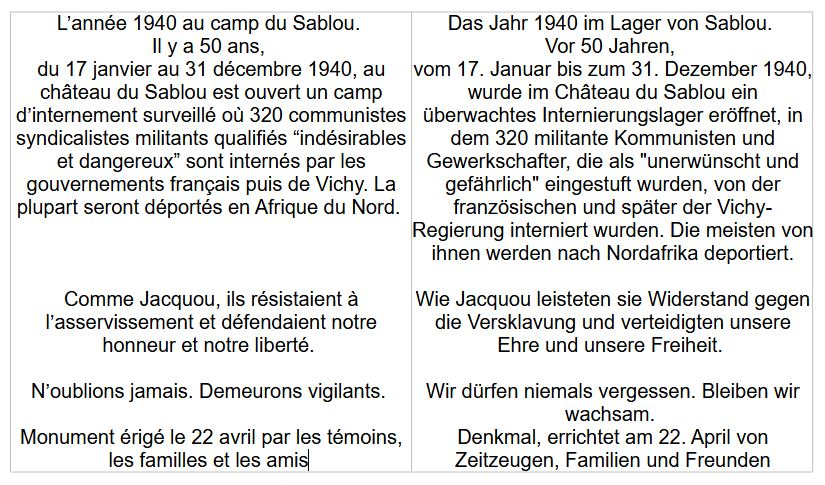
Text der Gedenktafel in Französisch und Deutsch

## Bevölkerungsentwicklung
| Jahr      | 1968 | 1975 | 1982 | 1990 | 1999 | 2006 | 2012 |
| Einwohner | 170  | 144  | 147  | 158  | 142  | 142  | 130  |

Im 19. Jahrhundert lag die Einwohnerzahl der Gemeinde stets zwischen 500 und 650. Die Reblauskrise im Weinbau und der Verlust von Arbeitsplätzen durch die Mechanisierung der Landwirtschaft führten zu einem kontinuierlichen Bevölkerungsrückgang, dessen Tiefpunkt immer noch nicht erreicht zu sein scheint.

## Wirtschaft
Bis in die heutige Zeit spielt die Landwirtschaft die größte Rolle im Wirtschaftsleben der Gemeinde. Der hier betriebene Weinbau ist jedoch nach der Reblauskrise gegen Ende des 19. Jahrhunderts gänzlich aufgegeben worden. Tabak und Mais sind ebenfalls auf dem Rückzug – stattdessen dominieren Felder und Weiden, aber auch Walnuss-, Esskastanien- und Obstbäume die Region. Auch Gänseleberpastete und Trüffel zählen zu den regionalen Spezialitäten. Einige leerstehende Häuser werden als Ferienwohnungen (gîtes) vermietet.

## Sehenswürdigkeiten

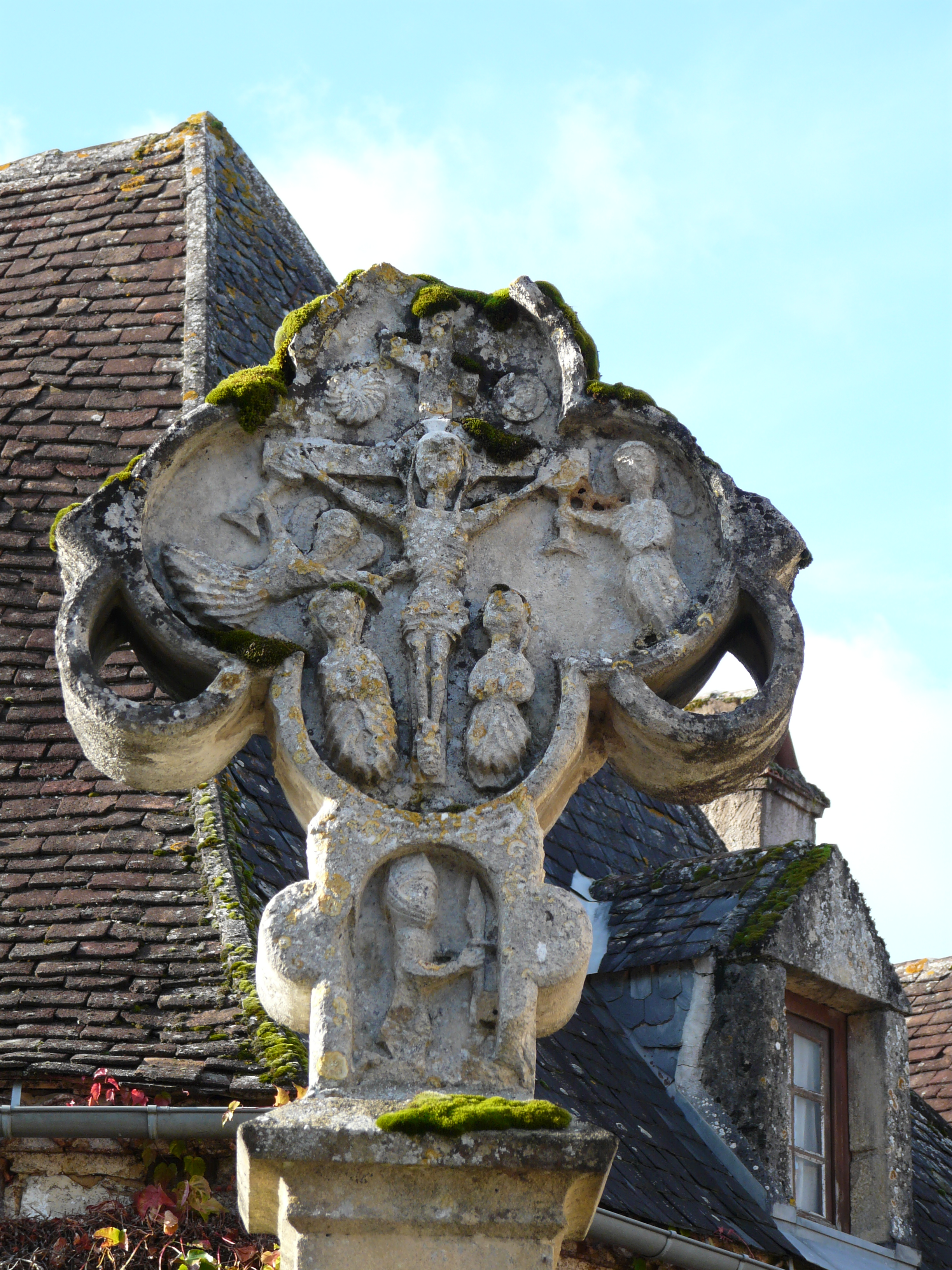
Kreuz (Vorderseite)

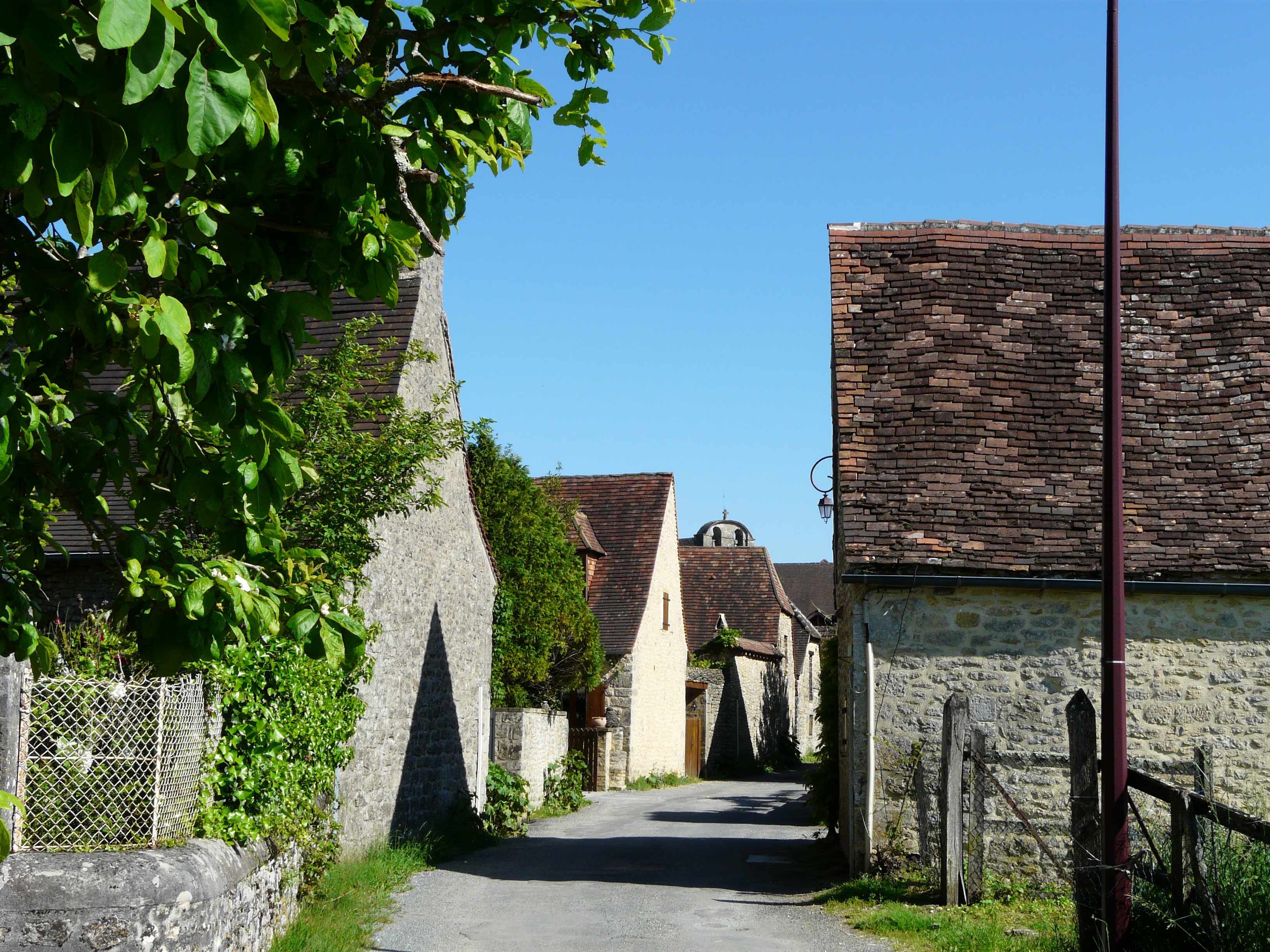
Gasse in Fanlac

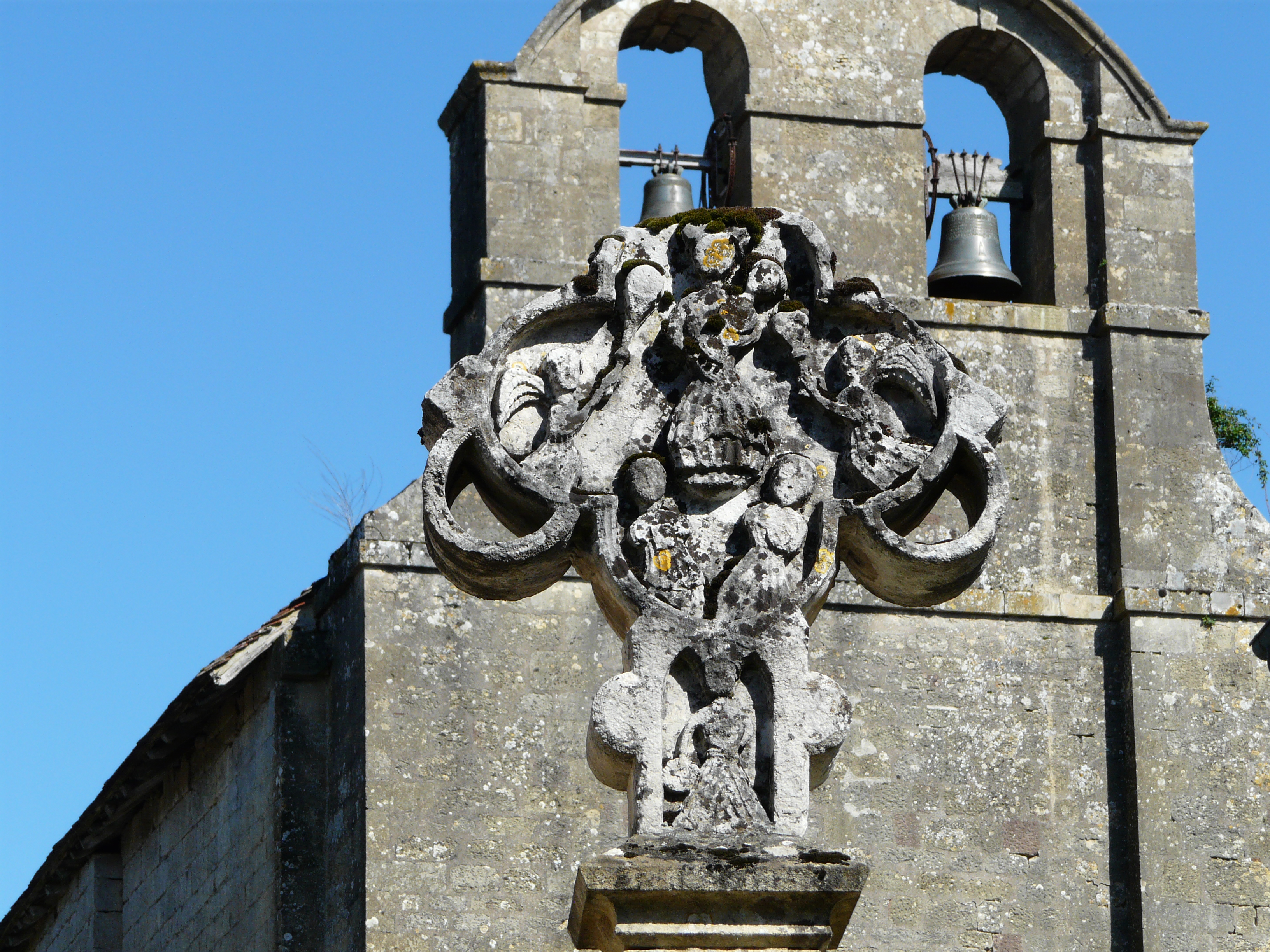
Kreuz (Rückseite) und Glockengiebel der Kirche

- Die Gassen der Ortsmitte (bourg) von Fanlac laden zu kleineren Spaziergängen ein.
- Die hochaufragende einschiffige Pfarrkirche (Église de la Décollation-de-Saint-Jean-Baptiste) wird ins 12. Jahrhundert datiert und war ursprünglich der Geburt der Gottesmutter Maria (Notre-Dame-de-la-Nativité) geweiht. Der als Wehrkirche konzipierte romanische Bau wurde im 16. und 18. Jahrhundert jedoch wiederholt modernisiert; so stammt die die gesamte Gestaltung der Westfassade mit dem abgerundeten Glockengiebel aus dem Jahr 1704. In der Nordwand der Kirche befindet sich ein kleines Figurenrelief, welches – gemäß einer örtlichen Überlieferung – Jean de La Jalage, einen Verteidiger der Kirche in der Zeit des Hundertjährigen Krieges (1337–1453) darstellen soll. Der Kirchenbau wurde im Jahr 1970 als Monument historique[12] eingestuft.
- Die Vorderseite des teilweise freiplastisch gearbeiteten spätgotischen steinernen Kreuzes vor der Kirche zeigt eine Kreuzigungsgruppe mit zwei Engeln, die das Blut Christi in Kelchen auffangen. Zu beiden Seiten des Hauptes Christi erscheinen die Bildzeichen von Sonne und Mond; links und rechts der Beine Christi knien zwei weitere Figuren. Im Feld darunter befindet sich ein kniender Ritter (möglicherweise der Stifter des Kreuzes) mit erhobenem Schwert. Auf der Rückseite ist noch andeutungsweise die von Engeln begleitete Szenerie der Himmelfahrt Mariens zu erkennen; darunter befindet sich eine kniende Frauengestalt (möglicherweise die Gemahlin des Ritters). Das Kreuz wurde bereits im Jahr 1948 als Monument historique[13] anerkannt.

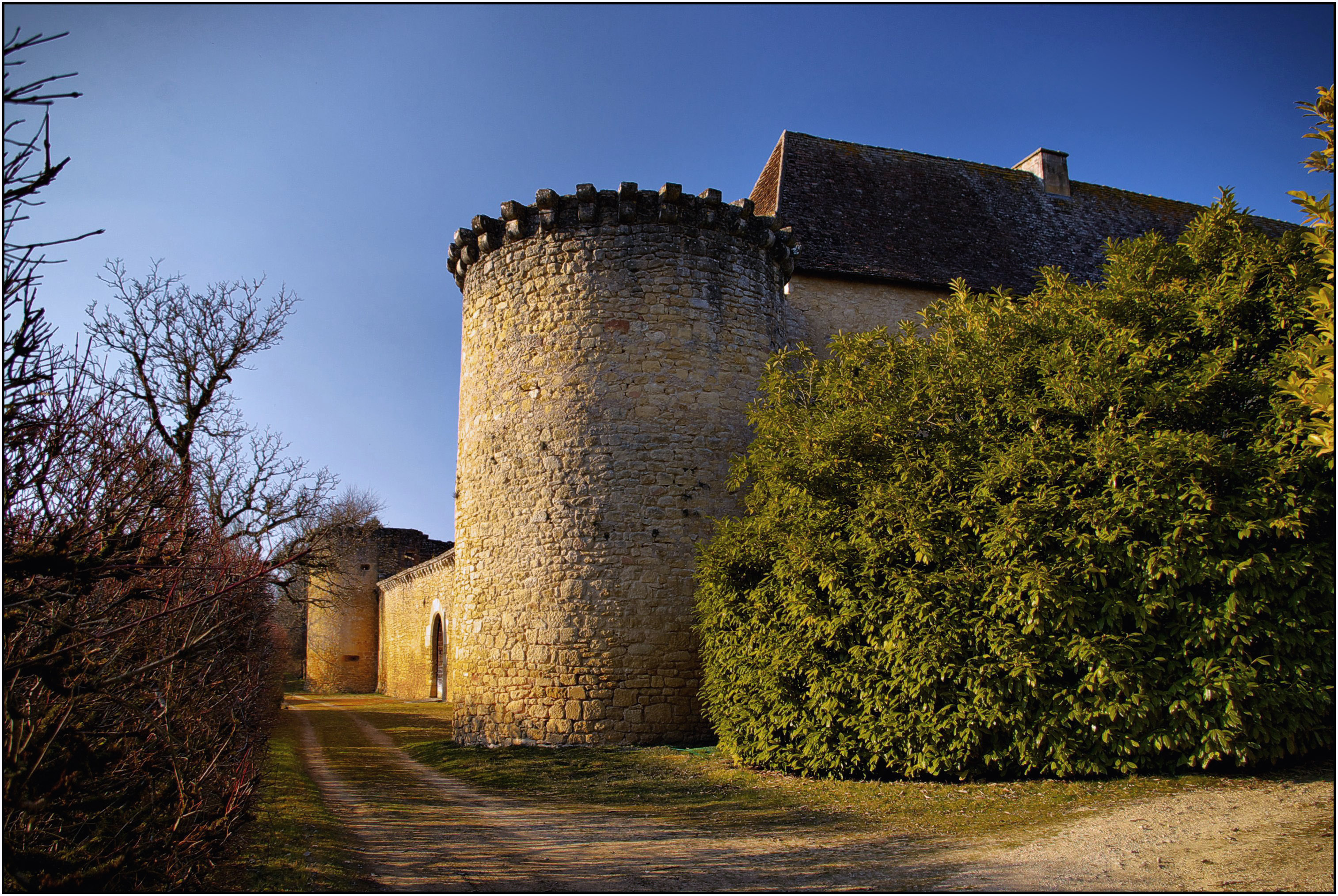
Château d’Auberoche

- Die in Privatbesitz befindliche Hofanlage des aus Bruchsteinen gemauerten Château d’Auberoche (45° 3′ 33″ N, 1° 5′ 31″ O)entstammt dem 14. Jahrhundert; sie wurde jedoch im 17. Jahrhundert teilweise umgebaut. Markant sind die runden Ecktürme. Die Gesamtanlage wurde im Jahr 1962 als Monument historique[14] eingestuft.
- Das Château du Sablou befindet sich etwa vier Kilometer nordöstlich von Fanlac. Es ist ein imposanter, aber architektonisch eher zurückhaltender Bau mit einer freistehenden Kapelle aus dem frühen 18. Jahrhundert, der in Teilen zu einer Ferienanlage umgebaut wurde.

## Sonstiges
Fanlac erlangte eine gewisse Berühmtheit Ende der 1960er Jahre durch die hier gedrehte fünfteilige Fernsehserie Jacquou le Croquant nach dem gleichnamigen Roman von Eugène Le Roy aus dem Jahre 1899.